# Schwenckia volubilis
Schwenckia volubilis är en potatisväxtart som beskrevs av George Bentham. Schwenckia volubilis ingår i släktet Schwenckia och familjen potatisväxter. Inga underarter finns listade i Catalogue of Life.